# Nkog-Bong
Nkog-Bong (ou Nkoabong) est une localité de la région du Centre au Cameroun, située dans la commune de Monatélé et le département de la Lekié.

## Population
En 1965, Nkog-Bong comptait 538 habitants, principalement des Eton.
Lors du recensement de 2005, ce nombre s'élevait à 831.

## Personnalités nées à Nkog-Bong
- Damase Zinga Atangana (1964-), évêque de Kribi